# Hans-Joachim Beckmann
Hans-Joachim Beckmann (* 12. Januar 1946 in Rodenkirchen) ist ein deutscher Politiker. Als Abgeordneter der SPD gehörte er während der 12., 13. und bis zum September 2001 der 14. Wahlperiode dem Niedersächsischen Landtag an. er war Mitglied des Europäischen Parlaments von 1988 bis 1989.
Beckmann begann nach dem Besuch der Volksschule eine Lehre zum Metallflugzeugbauer. Nach seiner Ausbildung nahm er seine berufliche Tätigkeit im Flugzeugbau bei den Vereinigten Flugtechnischen Werken auf. Er war vier Jahre bei der Bundesluftwaffe und absolvierte ein Studium mit Abschluss zum Maschinenbautechniker. Später nahm er eine Tätigkeit als Konstrukteur im Flugzeugbau auf. 
Er war Mitglied des Betriebsrates und später seit 1978 des Gesamtbetriebsrates bei der ehemaligen Deutschen Aerospace Airbus GmbH (heute Airbus) in Lemwerder. Beckmann wurde Mitglied der SPD im Jahr 1973. Er war Vorsitzender des SPD-Unterbezirks Wesermarsch von dem Jahr 1984 bis 2004 und ist heute Ehrenvorsitzender. Mitglied und mehrere Jahre stellvertretender Vorsitzender des SPD-Bezirksvorstandes Weser-Ems und in den Jahren 2000 und 2001 stellv. Landesvorsitzender.
Beckmann wurde als Vorsitzender des Aufsichtsrates der Wohnungsbaugesellschaft Wesermarsch GmbH tätig und war Mitglied des Aufsichtsrates der Deutschen Aerospace Airbus GmbH, Hamburg. Im Jahr 1976 wurde Beckmann Ratsherr und im Jahr 1986 ehrenamtlicher Bürgermeister der Gemeinde Lemwerder. Von 1981 bis 2001 Kreistagsabgeordneter des Landkreises Wesermarsch. Beckmann wurde als Mitglied der Sozialistischen Fraktion Mitglied des Europäischen Parlamentes von 1988 bis 1989. In der 12., 13. und 14. Wahlperiode wurde Beckmann Mitglied des Niedersächsischen Landtages vom 21. Juni 1990 bis Oktober 2001. 
Er war hauptamtlicher Bürgermeister der Gemeinde Lemwerder vom 1. November 2001 bis 31. März 2013. Im Jahre 2004 wurde er mit dem Verdienstkreuz am Bande der Bundesrepublik Deutschland ausgezeichnet.

## Quelle
- Barbara Simon: Abgeordnete in Niedersachsen 1946–1994. Biographisches Handbuch. Hrsg. vom Präsidenten des Niedersächsischen Landtages. Niedersächsischer Landtag, Hannover 1996.

## Weblink
- Hans-Joachim Beckmann in der Abgeordneten-Datenbank des Europäischen Parlaments